# Concordância de Xabregas

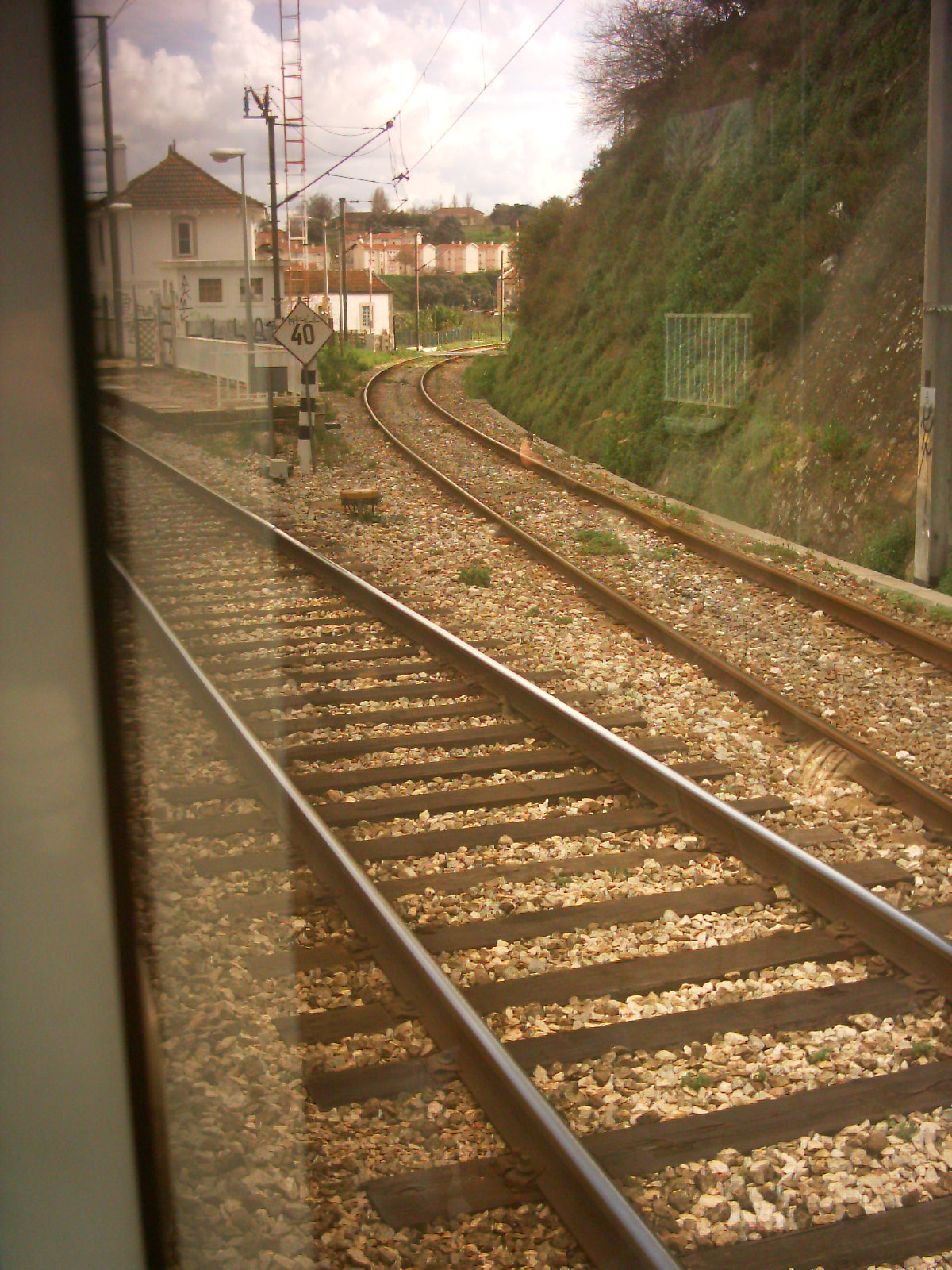
Entrada na Concordância de Xabregas a partir da Linha de Cintura, junto ao Apeadeiro de Chelas.

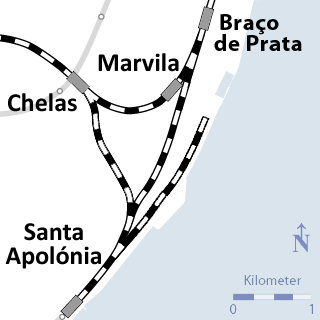
A Concordância de Xabregas fecha o triângulo entre a Linha de Cintura e a Linha do Norte, ligando Chelas a Santa Apolónia.

A Concordância de Xabregas é um segmento do sistema ferroviário português, situado em Lisboa. Fecha o triângulo da bifurcação de onde termina a Linha de Cintura (PK 11,5), ao PK 4 da Linha do Norte, ligando o PK 2 desta com o PK 6,7 daquela (junto ao apeadeiro de Chelas) numa extensão de 1,7 km. Totalmente em via única (electrificada), apesar de ligar duas linhas em via dupla.

## História
A construção da Linha de Cintura estava concedida à Companhia Real dos Caminhos de Ferro Portugueses desde 1886; um segundo alvará, publicado em 23 de julho do ano seguinte, previa i.a. duas concordâncias para garantir o acesso direto B.Prata-Benfica (vd. Concordância de Sete Rios) e S.Apolónia-Campolide; esta foi a Concordância de Xabregas, inaugurada a 5 de setembro de 1891, mais de três anos após a entrada em funcionamento do segmento adjacente da Linha de Cintura.

## Percurso e uso
Inicia-se por bifurcação da Linha de Cintura a oeste do apeadeiro de Chelas e desce pelas Olaias, passando por um túnel sob o Bairro Madre de Deus, até entroncar com a Linha do Norte junto ao Museu do Azulejo, dando acesso a Santa Apolónia.
É usada por comboios de mercadorias com destino à Linha da Matinha (Porto de Lisboa) oriundos da vários locais da Linha do Oeste (Martingança, Ramalhal, etc.), e pela CP Regional por circulações com terminal em Santa Apolónia destinadas à Linha do Oeste. Esta linha não é usada comercialmente pelos comboios suburbanos de Lisboa — nem CP, nem Fertagus.